# Distrikt Pampas (Pallasca)
Der Distrikt Pampas liegt in der Provinz Pallasca in der Region Ancash in West-Peru. Der Distrikt wurde am 16. Dezember 1918 gegründet. Er besitzt eine Fläche von 440 km². Beim Zensus 2017 wurden 4205 Einwohner gezählt. Im Jahr 1993 lag die Einwohnerzahl bei 5013, im Jahr 2007 bei 7079. Die Distriktverwaltung befindet sich in der 3190 m hoch gelegenen Kleinstadt Pampas mit 1826 Einwohnern (Stand 2017). Pampas liegt 25 km nordnordöstlich der Provinzhauptstadt Cabana.

## Geographische Lage
Der Distrikt Pampas liegt im äußersten Nordosten der Provinz Pallasca. Durch den Distrikt verläuft ungefähr mittig die kontinentale Wasserscheide. Die Quellflüsse des Río Tablachaca – Río Pampas (oder Río Plata), Río Sarin und Río Conchucos – entwässern den westlichen Teil nach Westen. Im Distrikt befindet sich der abflussregulierte 1,8 km² große, 3980 m hoch gelegene See Laguna Pelagatos. Entlang der östlichen Distriktgrenze fließt der Río Marañón nach Norden.
Der Distrikt Pampas grenzt im Südwesten an den Distrikt Lacabamba, im Nordwesten an den Distrikt Mollepata, im Norden an den Distrikt Sitabamba (die beiden vorgenannten Distrikte gehören zur Provinz Santiago de Chuco), im Osten an die Distrikte Huayo und Chillia (beide in der Provinz Pataz) sowie im Süden an den Distrikt Conchucos.

## Bergbau
Nahe Pampas befindet sich das Bergwerk Pasto Bueno. Das Bergbauunternehmen Minera Quilca plant, im Distrikt Pampas ein weiteres Bergwerk namens Berlín anzulegen, das Kupfer-, Blei- und Zinkerz abbauen soll.